# Магальянес, Хуан
Хуа́н Па́бло Магалья́нес Рибе́ра (исп. Juan Pablo Magallanes Ribera; род. 2 января 2003) — боливийский футболист, полузащитник клуба «Боливар».

## Клубная карьера
Магальянес — воспитанник клуба «Боливар». 13 мая 2019 года в матче против «Реал Томаяпо» он дебютировал в боливийской Примере. По итогам сезона Магальянес помог клубу выиграть чемпионат.

## Международная карьера
В 2023 году в составе молодёжной сборной Боливии Магальянес принял участие в молодёжном чемпионате Южной Америки в Колумбии. На турнире он сыграл в матчах против сборных Венесуэлы, Эквадора, Чили и Уругвая.

## Достижения
Клубные
 «Боливар»
- Победитель боливийской Примеры — 2022